# Wereldkampioenschappen schaatsen afstanden 2016 - 5000 meter mannen
De 5000 meter mannen op de wereldkampioenschappen schaatsen afstanden 2016 werd gereden op zaterdag 13 februari 2016 in het ijsstadion Kometa in Kolomna, Rusland.
Sven Kramer was de regerend Olympisch en wereldkampioen, en de winnaar van drie van de vier eerdere wereldbekerwedstrijden. Jorrit Bergsma won de andere wereldbekerwedstrijd. Zoals verwacht ging de strijd inderdaad tussen deze twee mannen, waarbij Kramer in een baanrecord nipt de gouden medaille pakte voor zijn landgenoot, zijn zevende WK-titel op deze afstand.

## Plaatsing
De regels van de ISU schrijven voor dat maximaal twintig schaatsers zich plaatsen voor het WK op deze afstand. Geplaatst zijn de beste twaalf schaatsers van het wereldbekerklassement na vier manches, aangevuld met de acht tijdsnelsten van de drie races in die eerste vier manches van de wereldbeker. Achter deze twintig namen werd op tijdsbasis nog een reservelijst van zes namen gemaakt. Aangezien het aantal deelnemers per land beperkt is tot een maximum van drie, telt de vierde (en vijfde etc.) schaatser per land niet mee voor het verloop van de ranglijst. Het is aan de nationale bonden te beslissen welke van hun schaatsers, mits op de lijst, naar het WK afstanden worden afgevaardigd.
Zuid-Korea vulde de verdiende startplek niet op waardoor Kazachstan met één schaatser mocht starten.

## Statistieken

### Uitslag
| #      | Naam                    | Land | Tijd       |
| ------ | ----------------------- | ---- | ---------- |
| Goud   | Sven Kramer             | NED  | 6.10,31 BR |
| Zilver | Jorrit Bergsma          | NED  | 6.10,66    |
| Brons  | Sverre Lunde Pedersen   | NOR  | 6.15,08    |
| 4      | Patrick Beckert         | GER  | 6.18,45    |
| 5      | Ted-Jan Bloemen         | CAN  | 6.18,81    |
| 6      | Peter Michael           | NZL  | 6.19,11    |
| 7      | Bart Swings             | BEL  | 6.19,13    |
| 8      | Alexis Contin           | FRA  | 6.20,92    |
| 9      | Douwe de Vries          | NED  | 6.21,49    |
| 10     | Andrea Giovannini       | ITA  | 6.23,32    |
| 11     | Jordan Belchos          | CAN  | 6.25,86    |
| 12     | Håvard Bøkko            | NOR  | 6.26,14    |
| 13     | Moritz Geisreiter       | GER  | 6.27,20    |
| 14     | Jan Szymański           | POL  | 6.27,68    |
| 15     | Jevgeni Serjajev        | RUS  | 6.28,77    |
| 16     | Thomas-Henrik Søfteland | NOR  | 6.30,07    |
| 17     | Vitalij Michajlov       | BLR  | 6.33,78    |
| 18     | Ryosuke Tsuchiya        | JPN  | 6.38,11    |
| 19     | Viktor-Hald Thorup      | DEN  | 6.39,38    |
| DQ     | Dmitri Babenko          | KAZ  | DQ         |

### Loting
| Rit | Binnenbaan            | Buitenbaan              |
| --- | --------------------- | ----------------------- |
| 1   | Jevgeni Serjajev      | Dmitri Babenko          |
| 2   | Ryosuke Tsuchiya      | Thomas-Henrik Søfteland |
| 3   | Viktor-Hald Thorup    | Vitalij Michajlov       |
| 4   | Håvard Bøkko          | Jan Szymański           |
| 5   | Moritz Geisreiter     | Alexis Contin           |
| 6   | Jordan Belchos        | Andrea Giovannini       |
| 7   | Bart Swings           | Peter Michael           |
| 8   | Ted-Jan Bloemen       | Douwe de Vries          |
| 9   | Patrick Beckert       | Jorrit Bergsma          |
| 10  | Sverre Lunde Pedersen | Sven Kramer             |

1996 · 
1997 · 
1998 · 
1999 · 
2000 · 
2001 · 
2003 · 
2004 · 
2005 · 
2007 · 
2008 · 
2009 · 
2011 · 
2012 · 
2013 · 
2015 · 
2016 · 
2017 · 
2019 ·
2020 ·
2021 ·
2023 ·
2024 ·
2025